# Nati nel 1187
| Questa pagina contiene informazioni ricavate automaticamente dalle voci biografiche con l'ausilio del template Bio e di un bot. L'aggiornamento è periodico e automatico e ricostruisce completamente la pagina. Se manca una persona in questa lista, sei pregato di non aggiungerla, ma accertati piuttosto che la sua voce biografica contenga il template Bio e che i dati anagrafici siano correttamente compilati. Se il template Bio manca, inseriscilo tu stesso o, in alternativa, metti l'avviso {{tmp\|Bio}} che ne segnala la mancanza. Se i dati riportati sono sbagliati, correggi direttamente la voce biografica; le modifiche saranno visibili in questa lista entro pochi giorni. Per chiarimenti vedi il progetto biografie. La lista contiene solo le 8 persone che sono citate nell'enciclopedia e per le quali è stato implementato correttamente il template Bio. Pagina aggiornata al 10 lug 2025. |

- 23 marzo - Pietro del Portogallo, conte di Urgell, conte († 1258)
- 29 marzo - Arturo I di Bretagna, nobile († 1203)
- 5 settembre - Luigi VIII di Francia, re francese († 1226)
- Corrado I di Polonia, nobile polacco († 1247)
- Ela FitzPatrick, nobile britannica († 1261)
- Guido da Cortona, presbitero italiano († 1247)
- Koga Michiteru, poeta giapponese († 1248)
- Vladimiro Rurikovič, principe russo († 1239)